# Luca Cereda
Luca Cereda (né le 7 septembre 1981 à Bellinzone en Suisse) est un joueur professionnel suisse de hockey sur glace devenu entraîneur.

## Carrière de joueur
Il commence sa carrière avec le HC Ambrì-Piotta en Suisse. Au cours de sa carrière junior, il représenta son pays à quelques reprises à diverses compétitions internationales. Lors de son premier camp avec les Maple Leafs de Toronto, on découvre une anomalie cardiaque à Luca Cereda, ce qui l'oblige à se faire opérer et à manquer la saison 2000-2001. Il ne parvient pas à se tailler un poste avec les Maple Leafs de Toronto lors de son retour au jeu. Il s'aligna alors avec les Maple Leafs de Saint-Jean alors club affilié au club torontois dans la Ligue américaine de hockey. Après trois saisons passées à Terre-Neuve dans la LAH, il retourna jouer en Suisse.
Il y joue jusqu'au terme de la saison 2006-2007 après laquelle il est contraint de raccrocher ses patins. Il a entre-temps joué pour l'équipe nationale suisse à deux championnats du monde.

## Statistiques

### En club
| Saison     | Équipe                    | Ligue        |     | Saison régulière | Saison régulière | Saison régulière | Saison régulière | Saison régulière |   | Séries éliminatoires | Séries éliminatoires | Séries éliminatoires | Séries éliminatoires | Séries éliminatoires |
| Saison     | Équipe                    | Ligue        | PJ  | B                | A                | Pts              | Pun              | PJ               | B | A                    | Pts                  | Pun                  |                      |                      |
| 1996-1997  | HC Ambrì-Piotta U20       | Jr. Élites A | 35  | 13               | 8                | 21               | -                | -                | - | -                    | -                    | -                    |                      |                      |
| 1997-1998  | HC Ambrì-Piotta U20       | Jr. Élites A | 28  | 17               | 27               | 44               | 24               | -                | - | -                    | -                    | -                    |                      |                      |
| 1998-1999  | HC Ambrì-Piotta U20       | Jr. Élites A | 3   | 4                | 3                | 7                | 20               | -                | - | -                    | -                    | -                    |                      |                      |
| 1998-1999  | HC Ambrì-Piotta           | LNA          | 38  | 6                | 10               | 16               | 8                | 15               | 0 | 6                    | 6                    | 4                    |                      |                      |
| 1999-2000  | HC Ambrì-Piotta           | LNA          | 43  | 1                | 5                | 6                | 14               | 9                | 0 | 1                    | 1                    | 2                    |                      |                      |
| 2001-2002  | Maple Leafs de Saint-Jean | LAH          | 71  | 5                | 8                | 13               | 23               | 11               | 2 | 1                    | 3                    | 10                   |                      |                      |
| 2002-2003  | Maple Leafs de Saint-Jean | LAH          | 68  | 7                | 18               | 25               | 26               | -                | - | -                    | -                    | -                    |                      |                      |
| 2003-2004  | Maple Leafs de Saint-Jean | LAH          | 22  | 0                | 2                | 2                | 8                | -                | - | -                    | -                    | -                    |                      |                      |
| 2003-2004  | CP Berne                  | LNA          | 9   | 1                | 3                | 4                | 22               | 15               | 4 | 0                    | 4                    | 4                    |                      |                      |
| 2004-2005  | CP Berne                  | LNA          | 37  | 1                | 1                | 2                | 6                | 11               | 0 | 1                    | 1                    | 2                    |                      |                      |
| 2005-2006  | HC Ambrì-Piotta           | LNA          | 42  | 6                | 16               | 22               | 51               | 7                | 1 | 1                    | 2                    | 4                    |                      |                      |
| 2006-2007  | HC Ambrì-Piotta           | LNA          | 30  | 3                | 14               | 17               | 26               | 6                | 0 | 1                    | 1                    | 16                   |                      |                      |
| Totaux LNA | Totaux LNA                | Totaux LNA   | 199 | 18               | 49               | 67               | 127              | 63               | 5 | 10                   | 15                   | 32                   |                      |                      |
| Totaux LAH | Totaux LAH                | Totaux LAH   | 161 | 12               | 28               | 40               | 57               | 11               | 2 | 1                    | 3                    | 10                   |                      |                      |

### En équipe nationale
| Année | Compétition                     |   | PJ | B | A | Pts | Pun         |  | Résultat |
| 1998  | Championnat d'Europe junior     | 6 | 1  | 1 | 2 | 4   | 5e position |  |          |
| 1999  | Championnat du monde junior -18 | 7 | 1  | 7 | 8 | 8   | 4e position |  |          |
| 1999  | Championnat du monde junior     | 6 | 1  | 0 | 1 | 10  | 9e position |  |          |
| 2000  | Championnat du monde junior     | 7 | 2  | 4 | 6 | 14  | 6e position |  |          |
| 2003  | Championnat du monde            | 7 | 0  | 2 | 2 | 2   | 8e position |  |          |
| 2004  | Championnat du monde            | 5 | 0  | 0 | 0 | 2   | 8e position |  |          |